# Emil Gehrer

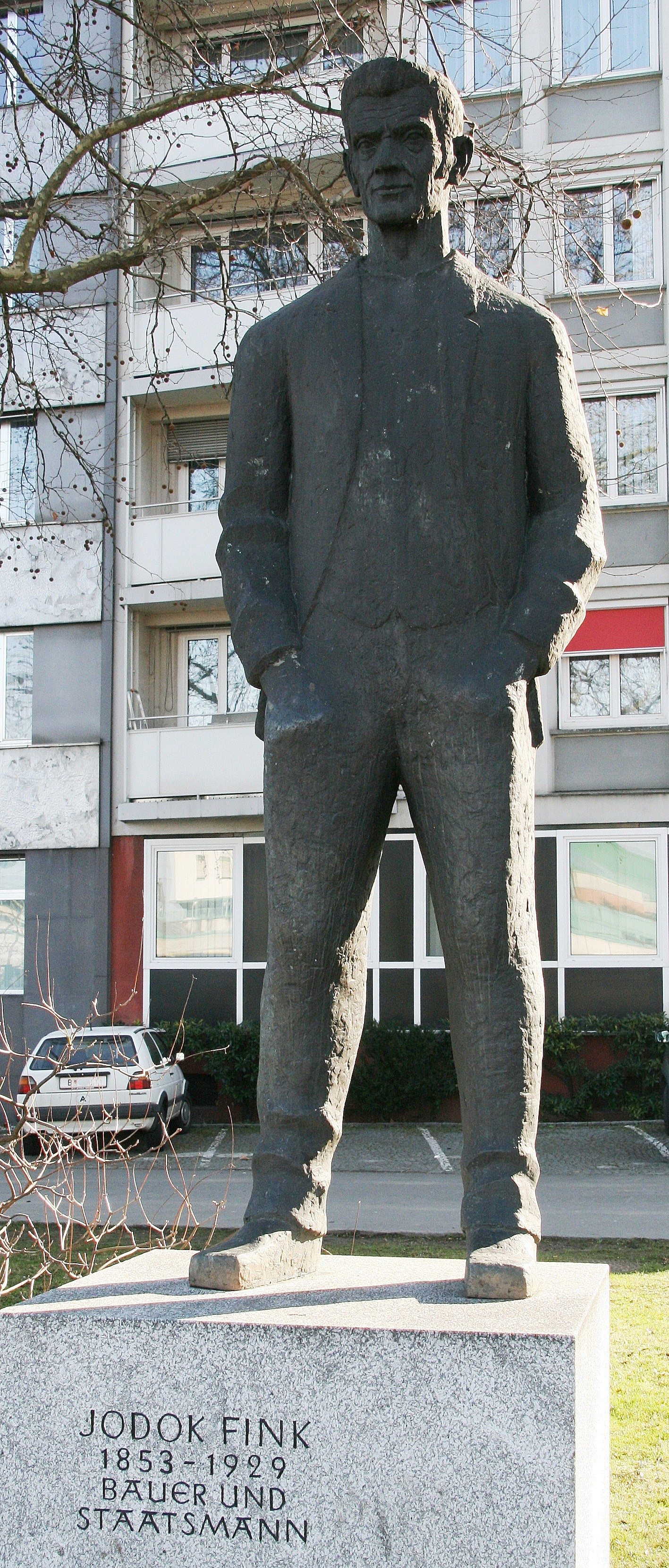
Bronzeplastik 1957 zu Jodok Fink in Bregenz

Emil Gehrer (* 10. März 1913 in Bregenz; † 1992 ebenda) war ein österreichischer Bildhauer.

## Werdegang
Gehrer machte eine Lehre zum Steinmetz, besuchte die Kunstgewerbeschule in Wien und studierte Bildhauerei an der Kunstakademie in München.
Gehrer war 1938, 1940, 1943 und 1944 mit insgesamt sieben Plastiken auf der Großen Deutschen Kunstausstellung in München vertreten.
Nach dem Zweiten Weltkrieg lebte und arbeitete Gehrer als freischaffender Bildhauer in Bregenz.

## Werke
- Oberstabsarzt Prof. Albrecht (Porträtplastik, Bronze, um 1940)[1][2]
- Kradschütze (Plastik, um 1943)[3]
- Gauleiter Karl Wahl (Porträtbüste, 1943 von Anton Mündler auf der Großen Deutschen Kunstausstellung erworben)[4]
- Mädchen Helga (Plastik, 1944 vom SS-Führer Karl Brandt für 15.000 RM auf der Großen Deutsche Kunstausstellung erworben)[5]
- 1955: Figuren am Hauptportal der Erlöserkirche in Lustenau
- 1957: Jodok-Fink-Denkmal in Bregenz
- 1958: Kreuzwegstationen Herz-Jesu-Kirche in Bregenz
- 1960: Hl. Sebastian Kriegerdenkmal vor der Pfarrkirche Vandans
- 1965: Kreuzwegstationen Kathedrale St. Florin in Vaduz
- 1966: Kriegerdenkmal im Kirchfriedhof der Pfarrkirche Nenzing
- 1967: Denkmal für die Erbauer der Flexenstraße in Lech
- Bronzefigur Hugo-von-Montfort-Brunnen in Bregenz
- 1971: Kriegerdenkmal in Lorüns

## Publikationen
- mit Gert Ammann: Emil Gehrer. Bildband, Verlag Neufeld, Lustenau 1983.